# Dubbelyxa

Dubbelyxa.

Dubbelyxa eller tveyxa (ej att förväxla med tväryxa) är en yxa med dubbel egg, en åt vardera håll om skaftet, det vill säga med en egg på vardera sidan av yxans huvud.
Dubbelyxor används ibland vid yxkastning.  

## Symbolik
En symbol för månens växande och avtagande, kopplat till mångudinnor.
Även en mykensk symbol.

## Dubbelyxan i populärkultur
Bärs av män som gjort utlandstjänst inom svenska försvaret.
Det är vanligt att lesbiska använder symbolen som markör för identitet. I kultfilmen Bound kan dubbelyxan ses som tatuering på en kvinna i ett lesbiskt förhållande. 
I fantasygenren är dubbelyxan ett vapen som framförallt används av dvärgar och barbarer.